# Angry Birds Filmen
Angry Birds Filmen (eng. The Angry Birds Movie) er en animeret amerikansk og finsk film fra 2016 instrueret af Clay Kaytis og Fergal Reilly. Filmen er animeret af selskabet Rovio Animation i samarbejde med Columbia Pictures.
Filmen blev fulgt op af Angry Birds 2 - Filmen (2019).

## Medvirkende

### Danske stemmer[1]
- Vibeke Dueholm som Betty
- Frederik Riebeling Jørgensen som Bobby
- Mikkel Vadsholt som Bomb
- Peter Vinding som Brad
- Gustav Dyekjær Giese som Bubbles
- Albert Dyrlund som Burt
- Ruben Søltoft som Chuck
- Jon Gudmand Lei Lange som Cyrus
- Karoline Munksnæs Hansen som Dahlia
- Lars Thiesgaard som Dane
- Donald Andersen som Dommer Peckinpah
- Sonny Lahey som Dylan Hatchling
- Henrik Koefoed som Earl
- Jacob Morild som Edward
- Mette Marckmann som Eva
- Jacob Tingleff som Formand-Gris
- Mette Marckmann som Gale
- Peter Thieme som Greg Blue
- Niclas Vessel Kølpin som Hal
- Bjarne Antonisen som Harvey, Johnny, Kramkræmmer
- Karoline Munksnæs Hansen som Helene
- Bjarne Antonisen som Johnny
- Henrik Koefoed som Jon Hamm, Kevin Bacon
- Bjarne Antonisen som Kramkræmmer
- Lars Hjortshøj som Leonard
- Ditte Hansen som Matilda
- Lars Thiesgaard som Mini
- Jette Sophie Sievertsen som Monica
- Henrik Koefoed som Morgenfugl
- Thomas Mørk som Mægtige Ørn
- Jette Sophie Sievertsen som Olive Blue
- Marie Dietz som Peach	·
- Munksnæs Hansen som Peggy
- Munksnæs Hansen som Poppy	·
- Sigurd Holmen Le Dous som Red
- Frederik Riebeling Jørgensen som Red (som lille)
- Christian Fuhlendorff som Ross
- Kirsten Lehfeldt som Shirley
- Vibeke Dueholm som Sophie
- Caroline Lindeneg som Stella
- Carl-Emil Lohmann som Timothy
- Peter Thieme som Willow
- Sonny Lahey som Øffe

### Engelske stemmer
- Jason Sudeikis som Red
- Josh Gad som Chuck
- Danny McBride som Bomba
- Bill Hader som Minion Pigs
- Maya Rudolph som Matilda
- Peter Dinklage som Stolte Havørn
- Keegan-Michael Key
- Kate McKinnon som Stella og Eva
- Tony Hale
- Ike Barinholtz
- Hannibal Buress som Edward
- Cristela Alonzo
- Jillian Bell
- Danielle Brooks
- Romeo Santos
- Anthony Padilla som Hal
- Ian Hecox som Bubbles